# Sabrina (actriz)
Norma Ann Sykes (19 de mayo de 1936-24 de noviembre de 2016), más conocida como Sabrina o Sabby, fue una modelo de glamour inglesa de los años 1950 y actriz.
Fue más conocida por su figura de reloj de arena de 108 cm de los senos, junto con una pequeña cintura de 48 cm y caderas de 91 cm. Sabrina fue una de «una serie de exóticas y glamorosas (estrellas británicas), inspiradas en personajes como Marilyn Monroe, Jayne Mansfield y Lana Turner»; otras incluyeron a Diana Dors, Belinda Lee, Shirley Eaton y Sandra Dorne.

## Biografía
Sabrina nació el 19 de mayo de 1937 en el hospital de Stepping Hill, en Stockport, Cheshire. Ella vivió en Buckingham Street, Heaviley, durante aproximadamente trece años y asistió a St George's School allí, antes de mudarse con su madre a Blackpool. Pasó un tiempo en el hospital con fiebre reumática. A la edad de dieciséis años se mudó a Londres, donde trabajó como camarera e hizo algunos modelos desnudos, posando para Russell Gay en una sesión de fotos que la llevó a aparecer en el quinto de picas en una baraja de naipes Desnudos.                                    
En 1955 fue elegida para interpretar a una tonta y rubia compinche en la nueva serie de televisión de Arthur Askey Before Your Very Eyes (BBC 1952-56, ITV 1956-58). El espectáculo corrió del 18 de febrero de 1955 al 20 de abril de 1956, e hizo de Sabrina un rostro familiar. Fue promovida por la BBC como "la rubia de gran tamaño que no habló", pero los episodios que sobreviven muestran  que sí lo hizo.                               
James Beney, de Walton Films, lanzó una película de glamour corta En casa con Sabrina alrededor de julio de 1955. Buenas noches con Sabrina (c.1958, 3:49 mins) se incluye con Beat Girl, en 2016 remasterizada por BFI Flipside                                                                                                                 
Hizo su debut cinematográfico en Stock Car en 1955. Luego apareció en un pequeño papel en la película de 1956  Ramsbottom Rides Again. En su tercera película, Blue Murder at St Trinian's"(1957), ella actuó sin hablar, a pesar de compartir carteles con la estrella Alastair Sim y aparecer en muchos carteles publicitarios con el uniforme escolar, solo se le requirió sentarse en la cama usando un camisón, leyendo un libro, mientras la acción ocurre a su alrededor.
El penúltimo papel de Sabrina en el cine fue en el western The Phantom Gunslinger (1970), en el que actuó junto a Troy Donahue. Su última película fue la película de terror The Ice House (1969), en la que reemplazó a Jayne Mansfield, que había muerto en un accidente automovilístico dos años antes.                                                          
El 27 de noviembre de 1967 Sabrina se casó con Harold Melsheimer (nacido el 11 de junio de 1927 en Alemania), un ginecólogo / obstetra de Hollywood. Se divorciaron diez años después.
En 2002, un artículo en el Daily Mail afirmó que Sabrina estaba viviendo "una existencia triste y solitaria" en Los Ángeles. El periódico luego emitió una disculpa, declarando que "las acusaciones en el artículo eran falsas y que ella vive en una residencia deseable en el Lago Toluca Occidental". Sin embargo, en 2007 hubo más informes periodísticos de que Sabrina se había convertido en una ermitaña, "viviendo en la miseria" en una casa de estilo español en una calle conocida como "Smog Central", bajo el tramo de vuelo del aeropuerto de Burbank. Sabrina admitió que vivía confinada en casa debido a problemas de espalda, pero negó vivir en la miseria.                                               
Después de haber sufrido problemas de salud durante muchos años, en parte debido a una cirugía de la espalda fallida, murió de envenenamiento de la sangre en 2016, a la edad de 80 años.

## Representaciones culturales
Los guiones de "The Goon" Show están llenos de referencias al seno de Sabrina, como "¡Por las medidas de Sabrina!" y "¡Por los suéteres de Sabrina!".
En "The Scandal Magazine", un episodio del programa de radio "Hancock's Half Hour", Sid James interpreta al editor de una sórdida revista de chismes que ha llevado una historia vergonzosa sobre Tony Hancock. James le dice a Hancock que sus lectores "creerán cualquier cosa ... Si les dijera que Sabrina era la madre de Arthur Askey, me creerían". Hancock responde: "Bueno, yo no", hace una pausa y pregunta: "Ella no, ¿verdad?" James dice enfáticamente "No", pero Hancock reflexiona, "Cuidado, hay un parecido..."
Hunchfront of Lime Grove - "Un apodo algo poco atractivo dado a la estrella generosamente dotada conocida como Sabrina ...                                                                                                                      
En la década de 1950, miembros de la Real Fuerza Aérea llamaron partes del avión de combate Hawker Hunter "Sabrinas" debido a dos grandes jorobas en la parte inferior del avión. De manera similar, a fines de la década de 1950, cuando ERF, una empresa británica que fabricaba camiones (camionetas), producía un vehículo de carga pesada de control semiavanzado (HGV) con un capó corto que sobresalía, estos vehículos recibieron el apodo de "Sabrinas" porque tenían " poco más adelante ".                                                                                                     
El 1959 Triumph TR3S 1985cc motor de aleación de bloque de hierro se denominó "Sabrina" debido a sus controladores de cámara en forma de domo.
En 1974, la prensa automovilística británica dio el nombre de "Sabrinas" a los enormes pares de bloques de parachoques de goma que se añadían a los autos deportivos MG MGB, Midget y Triumph TR6, cuando las normas de seguridad de los EE. UU. Exigían una mayor protección contra impactos. El nombre se pegó y se usa en todo el mundo. Ver paragolpes Dagmar.